# Anoka megye
Anoka megye az Amerikai Egyesült Államokban, azon belül Minnesota államban található. Megyeszékhelye Anoka, legnagyobb városa Coon Rapids. Lakosainak száma 363 887 fő (2020. április 1.). Anoka megye Isanti, Chisago, Washington, Ramsey, Hennepin és Sherburne megyékkel határos.

## Népesség
A megye népességének változása:
| Lakosok száma | 331 463 | 333 140 | 336 362 | 339 534 | 344 151 | 363 887 |
|               | 2010    | 2011    | 2012    | 2013    | 2015    | 2020    |